# Королёвское благочиние
Королёвское благочиние — округ Сергиево-Посадской епархии Русской православной церкви (до 29 октября 2019 года — Ивантеевское благочиние Московской епархии), объединяющий приходы, находящихся преимущественно вдоль Ярославского шоссе от Мытищ до Красноармейска справа (по ходу движения из Москвы). В состав благочиния входили 39 храмов, 5 часовен и 1 молитвенная комната.
Ивантеевское благочиние выделено из Пушкинского благочиния в отдельное благочиние по благословению Высокопреосвященнейшего Ювеналия, митрополита Крутицкого и Коломенского, в декабре 2011 года.
Благочинный округа — священник Димитрий Поповский, настоятель Богородицерождественского храма города Королёва.

## Храмы и часовни благочиния

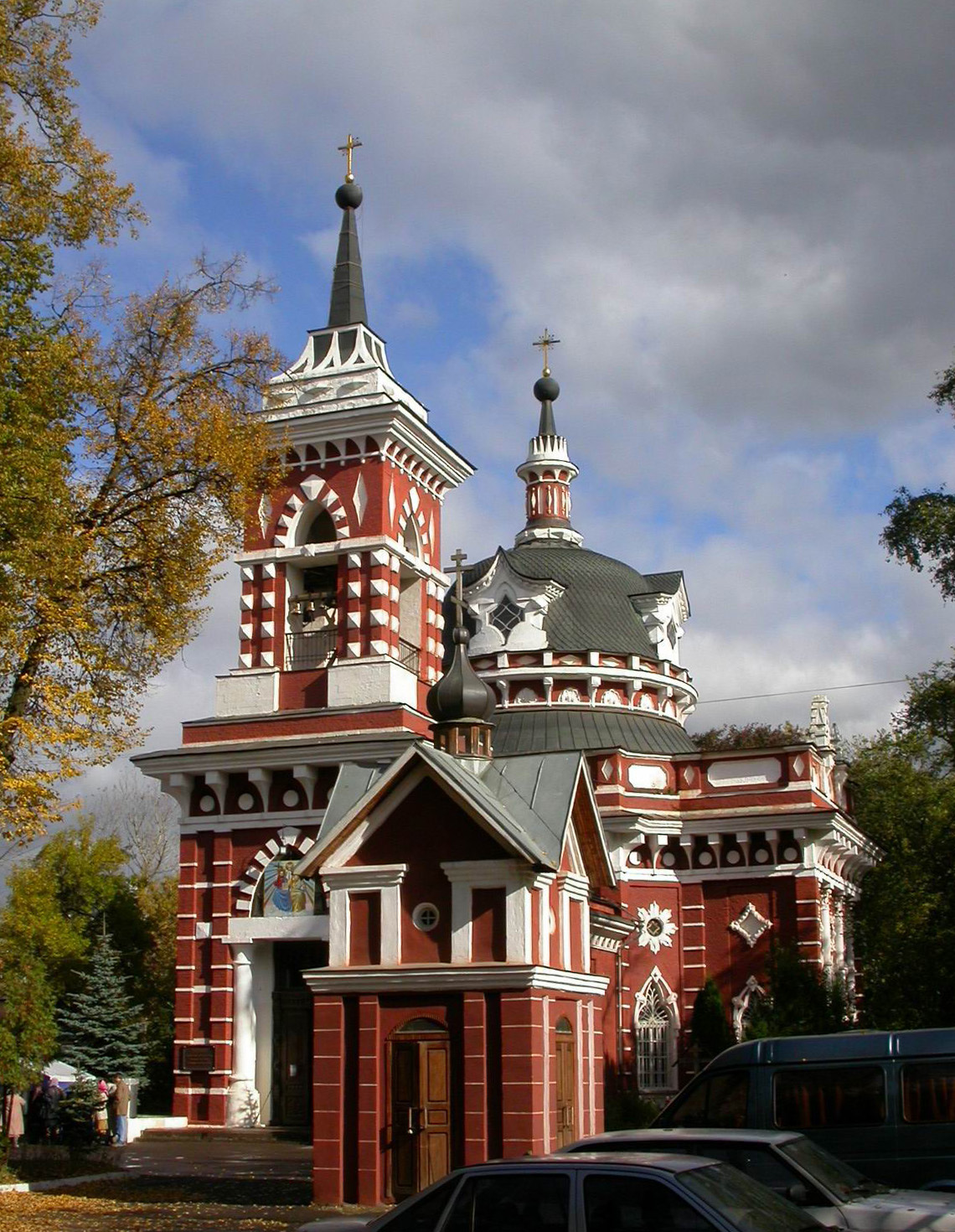
Храм Смоленской иконы Пресвятой Богородицы в Ивантеевке

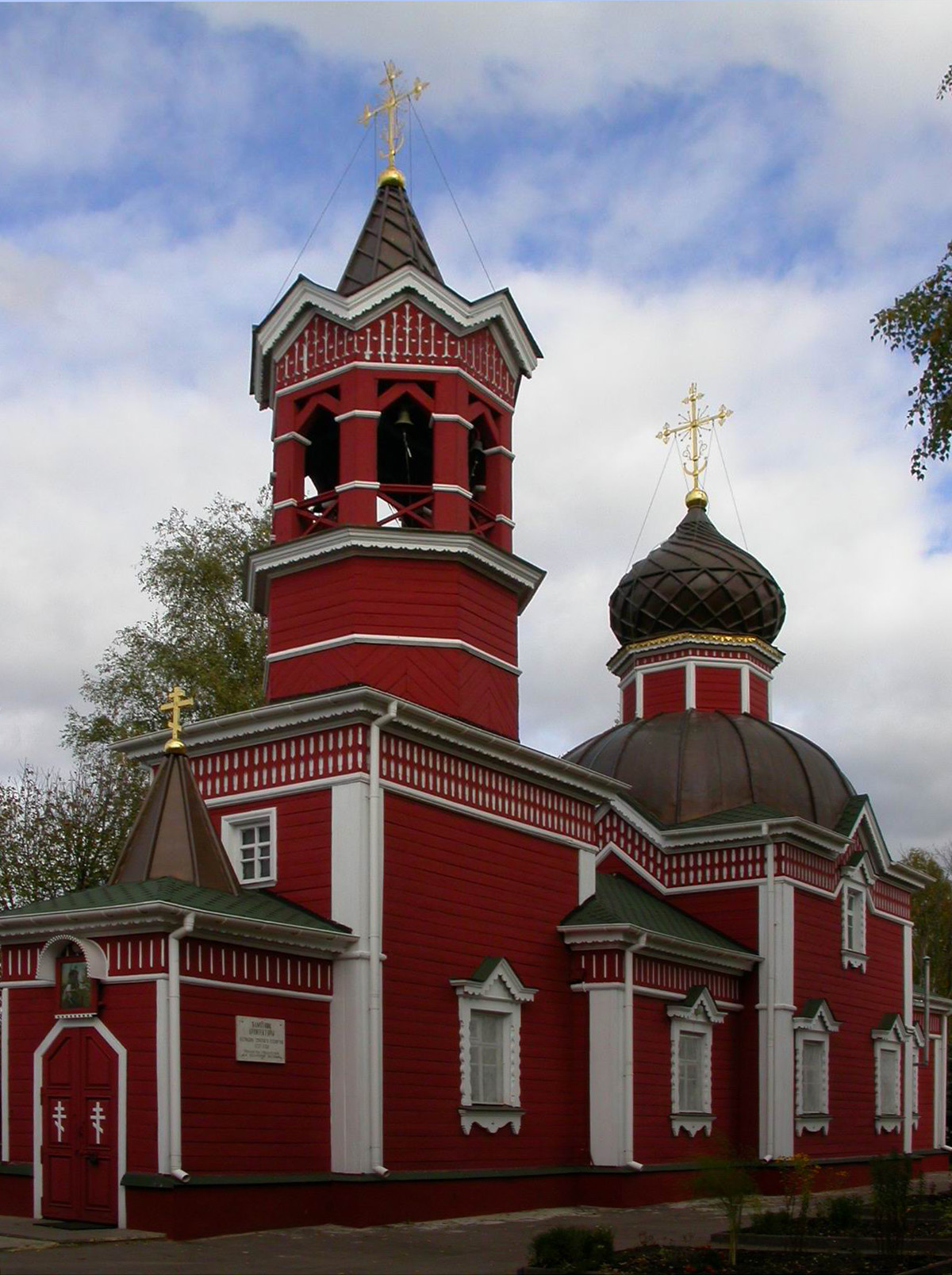
Храм Святого Великомученика Георгия Победоносца в Ивантеевке

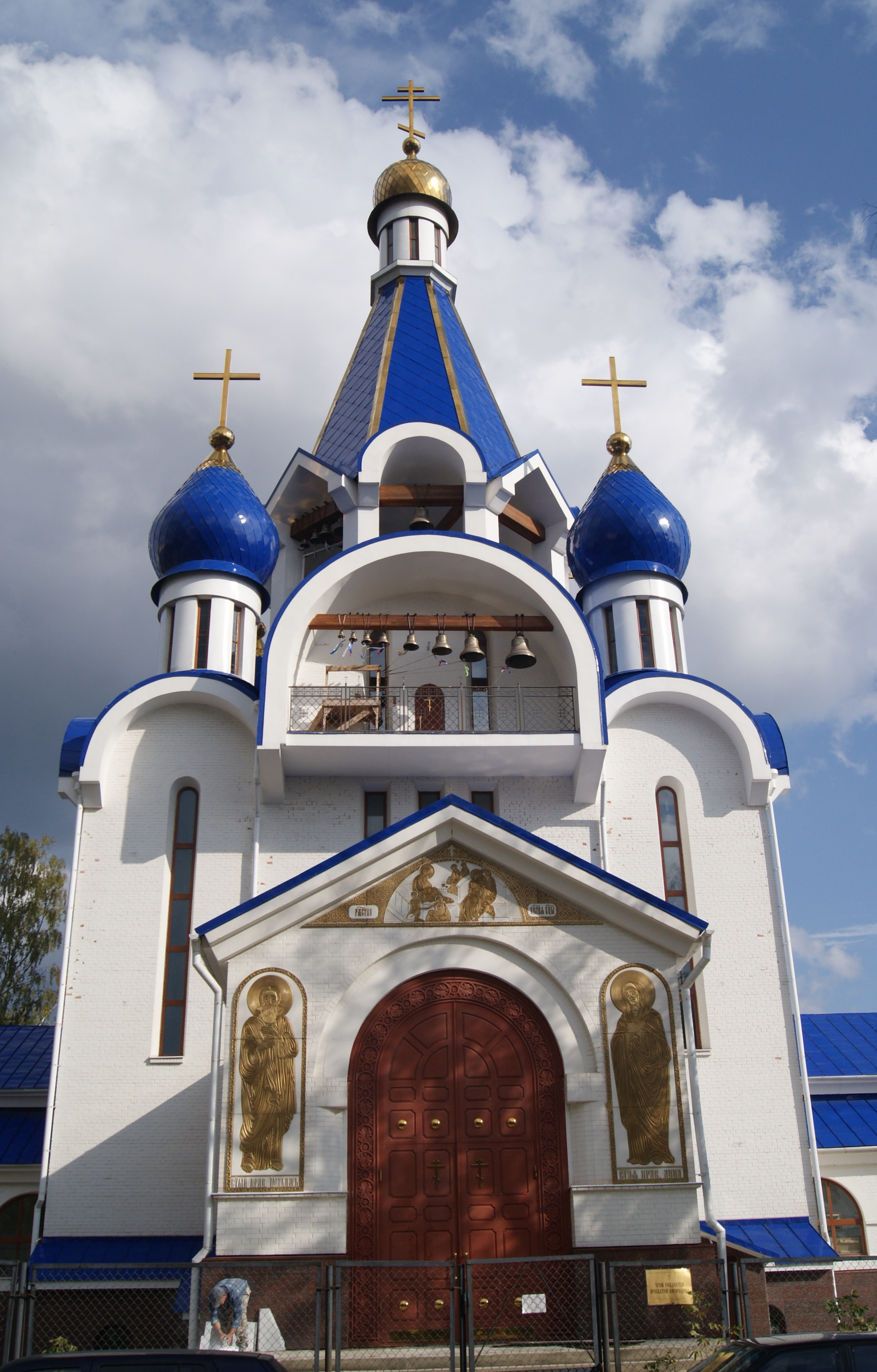
Храм Рождества Пресвятой Богородицы в Королёве

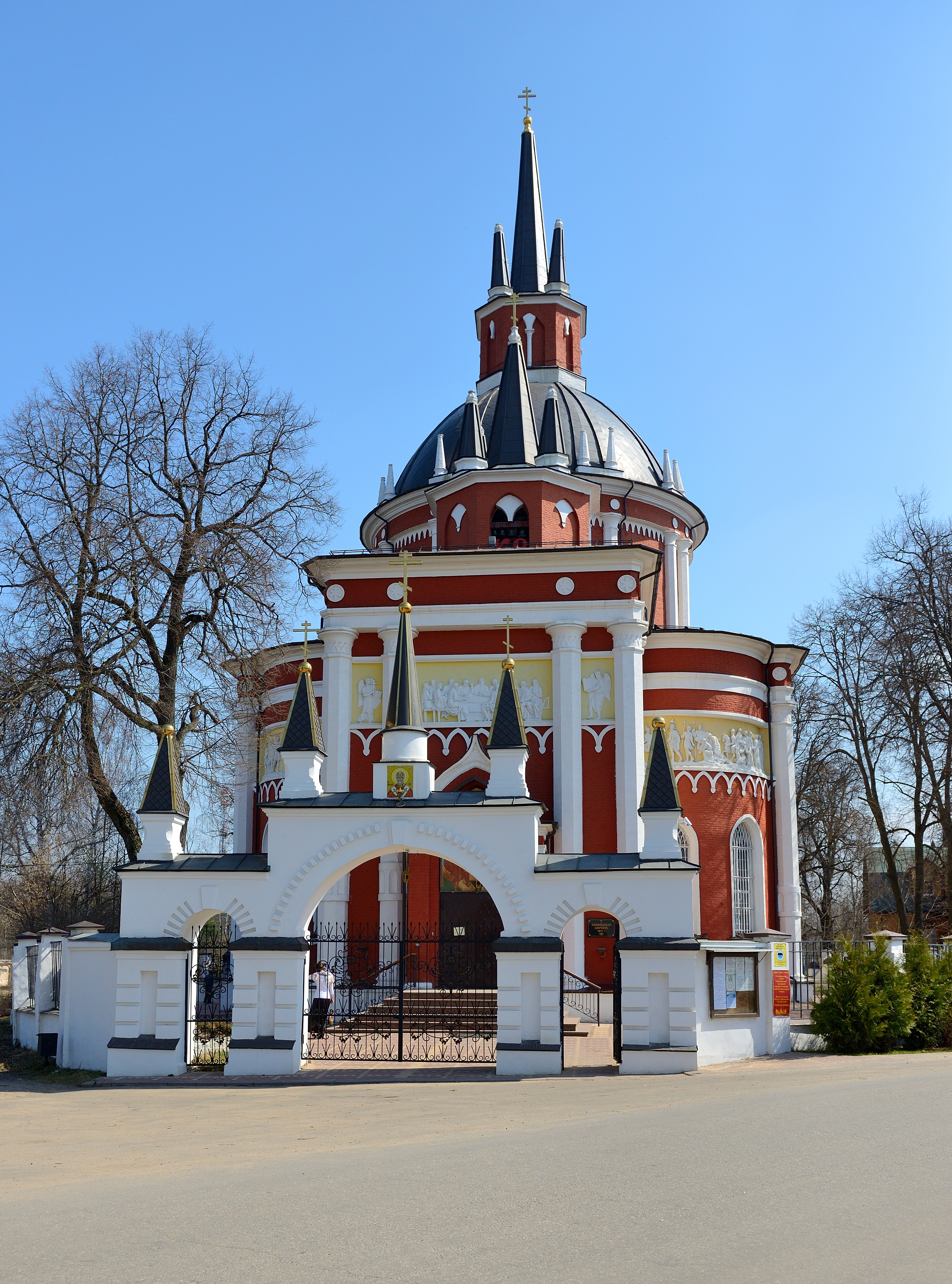
Никольский храм в Царево

1. Смоленский храм (1803), Ивантеевка
2. Храм прмц. вел. кн. Елисаветы
3. Ильинский храм (2002), с. Барково
4. Сергиевский храм (2006), пос. Благово
5. Введенский храм, пос. Зверосовхоз
6. Сергиевский храм (1678), с. Комягино
7. Троицкий храм (2000), Королёв (город)
8. Космо-Дамианский храм (1786), Королёв (город)
9. Храм Священномученика Владимира(1994), Королёв (город)
10. Богородицерождественский храм (1689), Королёв (город)
11. Вознесенский храм (2003), Красноармейск (Московская область)
12. Александро-Невский храм, Красноармейск (Московская область)
13. Храм иконы Божией Матери Неупиваемая Чаша (2010), пос. Лесные Поляны
14. Покровский храм (2000), пос. Любимовка
15. Никольский храм (1840), с. Муромцево
16. Никольский храм (1812), Царево
17. храм преподобного Серафима Саровского (1997), Королёв (город) (мкр. Юбилейный; до 2 июня 2014 г. — город Юбилейный)
18. Храм иконы Божией Матери «Всех скорбящих Радость» приписан к Смоленскому храму, Ивантеевка
19. Храм Преображения Господня приписан к Космо-Дамианскому храму, Королёв (город)
20. Часовня вмч. Пантелеимона приписана к Космо-Дамианскому храму, Королёв (город)
21. Храм свт. Николая приписан к Космо-Дамианскому храму, Королёв (город)
22. Домовый храм прмц. вел. кн. Елисаветы приписан к храму Владимира Священномученика, Королёв (город)
23. Храм Новомучеников и исповедников Российских приписан к Троицкому храму, Королёв (город)
24. Больничный храм иконы Божией Матери «Целительница» приписан к Никольскому храму, с. Царево
25. Часовня блгв. кн. Александра Невского приписана к храму Священномученика Владимира, Королёв (город)
26. Храм вмч. Георгия Победоносца приписан к Смоленскому храму, Ивантеевка
27. Часовня мчч. Веры, Надежды, Любови и матери их Софии приписана к Смоленскому храму, Ивантеевка
28. Храм прп. Серафима Саровского приписан к Космо-Дамианскому храму, Королёв (город)
29. Храм Покрова Божией Матери приписан к Никольскому храму, с. Царево
30. Храм Новомучеников и исповедников Российских приписан к Серафимовскому храму, Королёв (город) (мкр. Юбилейный; до 2 июня 2014 г. — город Юбилейный)
31. Храм блж. Матроны Московской приписан к Покровскому храму, пос. Любимовка
32. Крестильный храм Предтечи Иоанна приписан к Смоленскому храму, Ивантеевка
33. Часовня блж. Матроны Московской приписана к храму Владимира Священномученика, Королёв (город)
34. Храм иконы Божией Матери «Взыскание погибших» приписан к Ильинскому храму, с. Барково
35. Храм прп. Сергия Радонежского приписан к Троицкому храму, Королёв (город)
36. Храм иконы Божией Матери «Живоносный Источник» приписан к Сергиевскому храму, с. Комягино
37. Храм свт. Луки Симферопольского приписан к Смоленскому храму, Ивантеевка

## Канцелярия благочиния
Московская область, город Королёв, Калининградская улица, 1
Телефон +7 (498) 602-91-80